# Civilization: Beyond Earth
Civilization: Beyond Earth est un jeu vidéo de stratégie au tour par tour développé par Firaxis Games et édité par 2K Games. Il fait partie de la série Civilization. Il est sorti le 24 octobre 2014 sur Windows, et plus tard sur OS X et Linux par Aspyr.
Basé techniquement sur Civilization V et successeur spirituel de Sid Meier's Alpha Centauri, le cadre du jeu se déroule dans le futur, avec la possibilité pour l'humanité de voyager dans l'espace et de fonder des colonies sur des exoplanètes.

## Système de jeu
Contrairement aux quatre premiers opus de la série Civilization et à l'instar de Civilization V, Civilization: Beyond Earth permet au joueur de coloniser le terrain de jeu divisé en sous-ensembles hexagonaux (« cases » ou « tuiles »). La progression se fait par un système au tour par tour. Le joueur, lors du départ de ses colons depuis la terre, sélectionne initialement une faction et un chef (il ne s'agit cependant plus ici de nations ou de personnages historiques) qui donnent certains bonus de jeu.
Les « barbares » qui sont répartis sur le terrain sont désormais des formes de vies extra-terrestre dont le comportement évolue en fonction des actions du joueurs. Des nids d'extra-terrestres sont ainsi répartis sur le terrain.
Le système des cités-États de Civilization V est repris sous la forme de base neutre avec lesquelles il est possible de commercer.
Le joueur a le choix de développement entre trois « affinités » (doctrines) : « pureté » (apporter le mode de vie terrestre sur la planète), « harmonie » (s'adapter à sa planète) et « suprématie » (dominer sa planète par la force militaire). Chaque affinité repose sur une ressource spécifique et a une condition de victoire spécifique.
La diversité des unités est limitée au premier abords, mais elles sont modifiables selon les affinités.
L'arbre de l'évolution des technologies devient une toile à la manière d'un Endless Space dans laquelle le joueur peut se diversifier ou se spécialiser. Il est désormais, dans une partie traditionnelle, moins évident de compléter totalement celui-ci.
Un deuxième niveau du terrain de jeu est accessible : il s'agit ici de satellites artificiels qui, une fois lancés, permettent d'obtenir des bonus.
Il est également possible d'espionner ses adversaires et de mener des opérations secrètes.

## Univers

### Factions
| Faction (en)                           | Chef               | Capitale  | Correspondances réelles | Bonus |
| -------------------------------------- | ------------------ | --------- | --- | --- |
| Franco-Ibérie                          | Élodie             | Le Cœur   | France et Espagne, Portugal, Andorre, Gibraltar, Italie, Algérie, Maroc, Tunisie. Probablement Belgique et Luxembourg, mais aucune preuve.                                 | Une vertu gratuite toutes les dix vertus                                                                                    |
| American Reclamation Corporation (ARC) | Suzanne Fielding   | Central   | États-Unis, Canada et Mexique | + 25 % de vitesse pour les opérations secrètes + 25 % de vitesse pour les intrigues                                         |
| Pan-Asian Cooperative (PAC)            | Daoming Sochua     | Tiangong  | Chine, Mongolie, Japon, Corée du Sud, Corée du Nord, Vietnam | + 10 % pour la production de merveilles + 25 % de vitesse des ouvriers                                                      |
| Fédération Slave                       | Vadim Kozlov       | Khrabrost | Russie et Europe de l'Est (Pays Slaves) | + 20 % de durée de vol pour les unités orbitales Le premier lancement d'une unité orbitale apporte une technologie gratuite |
| Protectorat Kavithan                   | Kavitha Thakur     | Mandira   | Inde, Pakistan, Bhoutan, Iran, Bangladesh, Népal, Sri Lanka | Les villes et avant-postes gagnent des cases deux fois plus rapidement                                                      |
| Polystralie                            | Hutama             | Freeland  | Australie, Nouvelle-Zélande, Papouasie Nouvelle-Guinée Polynésie, Mélanésie et Micronésie (Océanie) , Indonésie,Thailande, Singapour, Birmanie, Laos, Cambodge, Philippine | Deux routes commerciales de plus à la capitale                                                                              |
| Brasilia                               | Rejinaldo Bolivar  | Cidadela  | Brésil (Amérique du Sud) | + 10 % de force en combat rapproché                                                                                         |
| People's African Union (PAU)           | Samatar Jama Barre | Magan     | Afrique subsaharienne et Afrique du Sud | + 10 % de nourriture dans les villes lorsque la santé est bonne                                                             |

### Affinités
| Affinité   | Commentaire                                      | Ressource (en) | Merveille (en)    |
| ---------- | ------------------------------------------------ | -------------- | ----------------- |
| Harmonie   | S'adapter à sa planète                           | Xénomasse      | Mind Flower       |
| Pureté     | Apporter le mode de vie terrestre sur la planète | Aéroche        | Warp Gate         |
| Suprématie | Dominer l'environnement par la technologie       | Firaxite       | Emancipation Gate |

## Développement
Annoncé le 12 avril 2014, le jeu reprend l'idée de base de l'ancien Sid Meier's Alpha Centauri.

## Accueil
| Civilization: Beyond Earth |      |        |
| Média                      | Pays | Notes  |
| Canard PC                  | FR   | 6/10   |
| Eurogamer                  | GB   | 8/10   |
| GameSpot                   | US   | 70 %   |
| IGN                        | US   | 79 %   |
| Jeuxvideo.com              | FR   | 17/20  |
| Compilations de notes      |      |        |
| Metacritic                 | US   | 81 %   |
| GameRankings               | US   | 79,4 % |

## Rising Tide
Rising Tide est le nom de l'extension payante du jeu. Elle est sortie le 9 octobre 2015. Elle ajoute de nouveaux éléments de gameplay : le capital diplomatique (une nouvelle ressource), la possibilité d'hybrider les affinités, de nouvelles unités et la possibilité de bâtir des villes sur l'océan. Dans son test de l'extension pour Canard PC, la journaliste Maria Kalash regrette que le volet diplomatique du jeu soit « saboté » mais apprécie l'enrichissement des fonctionnalités.